# Comuna Radivka, Kalînivka
Radivka (în ucraineană Радівка) este o comună în raionul Kalînivka, regiunea Vinnița, Ucraina, formată din satele Radivka (reședința) și Sofiivka.

## Demografie
Componența lingvistică a satului Radivka
     Ucraineană (98,79%)
     Alte limbi (1,03%)
Conform recensământului din 2001, majoritatea populației satului Radivka era vorbitoare de ucraineană (98,79%), existând în minoritate și vorbitori de alte limbi.